# Colin Renfrew
Andrew Colin Renfrew, Barón de Renfrew de Kaimsthorn, FBA, FSA, FSA Scot (Stockton-on-Tees, 25 de julio de 1937 - Cambridge, 24 de noviembre de 2024) fue un arqueólogo británico conocido por su trabajo en la datación por radiocarbono, la prehistoria de idiomas, la arqueogenética, la arqueología procesual y la prevención del saqueo de sitios arqueológicos.

## Biografía
Desarrolló la Hipótesis Renfrew, que sostiene que los proto-indoeuropeos vivieron 2000 años antes de lo que propone la Hipótesis de los kurganes, en Anatolia, la Urheimat (patria originaria) de los indoeuropeos (Teoría de la continuidad), y según la cual los proto-indoeuropeos habrían surgido entre el VII y el VI milenio a. C. en Anatolia y desde allí se habrían expandido, por irradiación cultural y no por migración física, hacia Europa, difundiendo las conquistas de la Revolución agropecuaria del Neolítico. La hipótesis de Renfrew se opone a la hipótesis kurgánica de Marija Gimbutas. Junto con Paul Bahn, Renfrew ha creado el "Indicador Renfrew Bahn de la Religión y Ritual", una definición para determinar si algunas acciones o conductas de las civilizaciones antiguas fueron rituales religiosos. Renfrew se educó en la St Albans School, Hertfordshire. Más tarde estudió en el St John's College, Cambridge donde se graduó en Arqueología y Antropología, graduándose en 1962. En 1965 completó su tesis Neolítico y Edad de Bronce de las culturas de las Cícladas y sus relaciones exteriores y en el mismo año se casó con Jane M. Ewbank. En 1965 fue nombrado para el puesto de profesor en el Departamento de Prehistoria y Arqueología en la Universidad de Sheffield. Entre 1968 y 1970, dirigió las excavaciones en Sitagroi, Grecia. En 1968 fue elegido miembro de la Sociedad de Anticuarios de Londres y en 1970 fue elegido miembro de la Sociedad de Anticuarios de Escocia.
Falleció en Cambridge el 24 de noviembre de 2024, a la edad de 87 años.

### Como editor
- Con Malcolm Wagstaff (eds.): An Island Polity: The Archaeology of Exploitation in Melos. Cambridge: Cambridge University Press. 1982.

- The Archaeology of Cult: The Sanctuary at Phylakopi. Londres: Thames & Hudson. 1985. ISBN 978-0-50096-021-9.
- Con Marija Gimbutas y Ernestine S. Elster: Excavations at Sitagroi: A Prehistoric Village in Northeast Greece. Monumenta Archaeologica 20 1. Los Ángeles: Cotsen Institute of Archaeology Press. 1986. ISBN 0-917956-51-6.
- Con Ernestine S. Elster: Prehistoric Sitagroi: Excavations in Northeast Greece, 1968-1970. Monumenta archaeologica 20 2. Los Ángeles: Cotsen Institute of Archaeology. 2003. ISBN 978-1-931745-02-4.